# Minoa (Creta)
Minoa (en griego, Μινώα) es el nombre de una antigua ciudad griega de Creta.
Estrabón la llama «Minoa de los Lictios»  y se situaba en la costa septentrional de la isla, en el istmo que une el tercio oriental con el resto de Creta, formando una línea recta con el puerto meridional de Hierapitna.